# Rot-Weiss Essen 1988-1989
Questa voce raccoglie le informazioni riguardanti il Rot-Weiss Essen nelle competizioni ufficiali della stagione 1988-1989.

## Stagione
Nella stagione 1988-1989 il Rot Weiss Essen, allenato da Lothar Buchmann, Siegfried Melzig e Hans-Günter Neues, concluse il campionato di 2. Bundesliga al 16º posto. In Coppa di Germania il Rot Weiss Essen fu eliminato agli ottavi di finale dall'Amburgo.

## Rosa
| N. |                     | Ruolo | Calciatore         |
| -- | ------------------- | ----- | ------------------ |
|    | Germania (bandiera) | P     | Volker Diergardt   |
|    | Germania (bandiera) | P     | Frank Kurth        |
|    | Germania (bandiera) | D     | Dieter Bast        |
|    | Germania (bandiera) | D     | Roman Geszlecht    |
|    | Germania (bandiera) | D     | Oliver Koch        |
|    | Germania (bandiera) | D     | Willi Landgraf     |
|    | Germania (bandiera) | D     | Dirk Pusch         |
|    | Germania (bandiera) | D     | Frank Saborowski   |
|    | Germania (bandiera) | C     | Stefan Chmielewski |
|    | Germania (bandiera) | C     | Michael Griehsbach |
|    | Germania (bandiera) | C     | Dirk Helmig        |

| N. |                        | Ruolo | Calciatore       |
| -- | ---------------------- | ----- | ---------------- |
|    | Germania (bandiera)    | C     | Detlef Laibach   |
|    | Germania (bandiera)    | C     | Manfred Mäurer   |
|    | Germania (bandiera)    | C     | Jürgen Röber     |
|    | Germania (bandiera)    | C     | Dirk Wissel      |
|    | Germania (bandiera)    | A     | Volker Abramczik |
|    | Stati Uniti (bandiera) | A     | Aaron Biagioli   |
|    | Germania (bandiera)    | A     | Detlef Dezelak   |
|    | Polonia (bandiera)     | A     | Marek Koniarek   |
|    | Germania (bandiera)    | A     | Ralf Regenbogen  |
|    | Germania (bandiera)    | A     | Detlev Schulz    |
|    | Germania (bandiera)    | A     | Uwe Wegmann      |

## Organigramma societario
Area tecnica
- Allenatore: Hans-Günter Neues
- Allenatore in seconda: Jürgen Röber
- Preparatore dei portieri:
- Preparatori atletici:

## Calciomercato

### Sessione estiva
| Acquisti | Acquisti           | Acquisti       | Acquisti |
| R.       | Nome               | da             | Modalità |
| -------- | ------------------ | -------------- | -------- |
| A        | Aaron Biagioli     | Wormatia Worms |          |
| A        | Detlef Dezelak     | RW Oberhausen  |          |
| P        | Volker Diergardt   | Union Solingen |          |
| D        | Roman Geszlecht    | Homburg        |          |
| C        | Michael Griehsbach | Colonia        |          |
| A        | Marek Koniarek     | GKS Katowice   |          |
| A        | Wolfgang Schäfer   | Homburg        |          |

| Cessioni | Cessioni         | Cessioni             | Cessioni |
| R.       | Nome             | a                    | Modalità |
| -------- | ---------------- | -------------------- | -------- |
| A        | Wolfgang Schäfer | Kickers Offenbach    |          |
| C        | Arthur Jeske     | FC Biel/Bienne       |          |
| D        | Uwe Neuhaus      | BV 08 Lüttringhausen |          |

### Sessione invernale
| Acquisti | Acquisti | Acquisti | Acquisti |
| R.       | Nome     | da       | Modalità |
| -------- | -------- | -------- | -------- |

| Cessioni | Cessioni       | Cessioni       | Cessioni |
| R.       | Nome           | a              | Modalità |
| -------- | -------------- | -------------- | -------- |
| D        | Peter Stichler | Union Solingen |          |

## Risultati

### 2. Bundesliga

#### Girone di andata
| Arbitro: | Albrecht |

|                                                   |           |                                       |
| Higl 24’ Majka 75’, 76’ Schweizer 79’ Hermann 87’ | Marcatori | 1’ Schäfer 4’ Chmielewski 74’ Laibach |

| Arbitro: | Barnick |

|                 |           |            |
| Schäfer 9’, 65’ | Marcatori | 33’ Rusche |

| Arbitro: | Ren |

|                             |           |  |
| Schlumberger 12’ Gaedke 77’ | Marcatori |  |

| Arbitro: | Schmidhuber |

|                             |           |                 |
| Griehsbach 4’ Abramczik 31’ | Marcatori | 67’ Anderbrügge |

| Arbitro: | Schneider |

|                    |           |  |
| Rada 4’ Preetz 45’ | Marcatori |  |

| Arbitro: | Brückner |

|                                 |           |          |
| Griehsbach 52’ Laibach 61’, 90’ | Marcatori | 26’ Bunk |

| Arbitro: | Steinborn |

|                                    |           |             |
| Löchelt 20’ (rig.) Buchheister 67’ | Marcatori | 32’ Laibach |

| Arbitro: | Rubel |

|  |           |                                      |
|  | Marcatori | 34’ Kajrys 79’ Streich 85’ Ellmerich |

| Essen 9 agosto 1988, ore 15:00 CEST 9ª giornata | Rot-Weiss Essen | 0 – 0 referto | Vikt. Aschaffenburg | Georg-Melches-Stadion (9 000 spett.)\| Arbitro: \| Bruch \| |
| Arbitro:                                        | Bruch           |               |                     |                                                             |

| Arbitro: | Gangkofer |

|  |           |                   |
|  | Marcatori | 3’, 82’ Abramczik |

| Arbitro: | Retzmann |

|                            |           |            |
| Regenbogen 67’ Schäfer 79’ | Marcatori | 34’ Jursch |

| Arbitro: | Amerell |

|  |           |                       |
|  | Marcatori | 76’ Röber 81’ Laibach |

| Essen 22 ottobre 1988, ore 15:00 CET 13ª giornata | Rot-Weiss Essen | 0 – 0 referto | Hertha Berlino | Georg-Melches-Stadion (6 667 spett.)\| Arbitro: \| Berg \| |
| Arbitro:                                          | Berg            |               |                |                                                            |

| Arbitro: | Lehnardt |

|                                   |           |  |
| Fuchs 31’ (rig.), 33’ Seufert 59’ | Marcatori |  |

| Arbitro: | Wolf |

|  |           |                 |
|  | Marcatori | 31’ Falkenstein |

| Arbitro: | Fux |

|            |           |             |
| Häuser 83’ | Marcatori | 81’ Wegmann |

| Essen 19 novembre 1988, ore 15:00 CET 17ª giornata | Rot-Weiss Essen | 0 – 0 referto | Bayreuth | Georg-Melches-Stadion (3 000 spett.)\| Arbitro: \| Mierswa \| |
| Arbitro:                                           | Mierswa         |               |          |                                                               |

| Arbitro: | Theobald |

|                                               |           |                        |
| Kügler 17’, 70’ Kollenberg 67’ Tschiskale 78’ | Marcatori | 62’ Wegmann 64’ Helmig |

| Arbitro: | Merk |

|                        |           |  |
| Wegmann 45’ Helmig 65’ | Marcatori |  |

#### Girone di ritorno
| Arbitro: | Harder |

|                                 |           |  |
| Helmig 6’ Pusch 47’ Dezelak 48’ | Marcatori |  |

| Arbitro: | Gangkofer |

|                     |           |                      |
| Thoben 8’ Menke 57’ | Marcatori | 86’ Röber 90’ Helmig |

| Arbitro: | Diekert |

|                                      |           |                              |
| Koch 56’ Röber 61’ (rig.) Helmig 71’ | Marcatori | 25’, 68’ Clarke 72’ Gartmann |

| Arbitro: | Schmidhuber |

|           |           |            |
| Müller 6’ | Marcatori | 37’ Helmig |

| Arbitro: | Holst |

|                |           |                                                 |
| Regenbogen 34’ | Marcatori | 20’, 33’, 52’ (rig.), 76’ Demandt 61’ Chaloupka |

| Arbitro: | Albrecht |

|                             |           |          |
| Zschau 56’, 67’ Brandts 63’ | Marcatori | 19’ Koch |

| Arbitro: | Wolf |

|                     |           |          |
| Regenbogen 81’, 90’ | Marcatori | 17’ Rose |

| Homburg 8 aprile 1989, ore 15:00 CEST 27ª giornata | Homburg | 0 – 0 referto | Rot-Weiss Essen | Waldstadion (4 000 spett.)\| Arbitro: \| Boos \| |
| Arbitro:                                           | Boos    |               |                 |                                                  |

| Arbitro: | Mierswa |

|                    |           |                |
| Haub 50’ Imhof 60’ | Marcatori | 85’ Regenbogen |

| Arbitro: | Fröhlich |

|                                    |           |                |
| Griehsbach 24’ Regenbogen 28’, 62’ | Marcatori | 60’ Eichenauer |

| Arbitro: | Fux |

|            |           |                                     |
| Basten 87’ | Marcatori | 10’ Wegmann 34’ Koniarek 84’ Helmig |

| Arbitro: | Löwer |

|                  |           |            |
| Röber 72’ (rig.) | Marcatori | 28’ Yeboah |

| Arbitro: | Werner |

|                                                        |           |  |
| Greiser 22’ Gries 72’ (rig.) Lünsmann 77’ Zernicke 80’ | Marcatori |  |

| Arbitro: | Ren |

|                                  |           |                                                   |
| Röber 3’ Biagioli 13’ Helmig 34’ | Marcatori | 27’ Woodcock 29’ Pförtner 54’ Hielscher 61’ Fuchs |

| Arbitro: | Dardenne |

|                               |           |                             |
| Janssen 9’ Ronge 72’ Korb 77’ | Marcatori | 11’ (rig.) Röber 66’ Helmig |

| Arbitro: | Kruse |

|                                          |           |  |
| Abramczik 65’ Regenbogen 81’ Wegmann 87’ | Marcatori |  |

| Arbitro: | Holst |

|            |           |  |
| Gerber 62’ | Marcatori |  |

| Arbitro: | Brückner |

|                                        |           |  |
| Griehsbach 9’ Röber 51’ Regenbogen 54’ | Marcatori |  |

| Arbitro: | Dellwing |

|          |           |  |
| Hahn 59’ | Marcatori |  |

### Coppa di Germania
| Arbitro: | Kuhne |

|                 |           |                        |
| Koch 29’ (aut.) | Marcatori | 9’ Abramczik 71’ Röber |

| Arbitro: | Wittke |

|           |           |             |
| Bauer 43’ | Marcatori | 30’ Dezelak |

| Arbitro: | Führer |

|                                        |           |           |
| Regenbogen 26’ Wegmann 60’ Laibach 90’ | Marcatori | 63’ Bauer |

| Arbitro: | Heitmann |

|                              |           |               |
| Klaus 30’ Spörl 52’ Bein 69’ | Marcatori | 40’ Abramczik |

## Statistiche

### Statistiche di squadra
| Competizione      | Punti | In casa | In casa | In casa | In casa | In casa | In casa | In trasferta | In trasferta | In trasferta | In trasferta | In trasferta | In trasferta | Totale | Totale | Totale | Totale | Totale | Totale | DR |
| Competizione      | Punti | G       | V       | N       | P       | Gf      | Gs      | G            | V            | N            | P            | Gf           | Gs           | G      | V      | N      | P      | Gf     | Gs     | DR |
| ----------------- | ----- | ------- | ------- | ------- | ------- | ------- | ------- | ------------ | ------------ | ------------ | ------------ | ------------ | ------------ | ------ | ------ | ------ | ------ | ------ | ------ | -- |
| 2. Bundesliga     | 35    | 19      | 10      | 5       | 4       | 33      | 23      | 19           | 3            | 4            | 12           | 21           | 37           | 38     | 13     | 9      | 16     | 54     | 60     | -6 |
| Coppa di Germania | -     | 1       | 1       | 0       | 0       | 3       | 1       | 3            | 1            | 1            | 1            | 4            | 5            | 4      | 2      | 1      | 1      | 7      | 6      | +1 |
| Totale            | 35    | 20      | 11      | 5       | 4       | 36      | 24      | 22           | 4            | 5            | 13           | 25           | 42           | 42     | 15     | 10     | 17     | 61     | 66     | -5 |

### Andamento in campionato
| Giornata  | 1  | 2  | 3  | 4  | 5  | 6 | 7  | 8  | 9  | 10 | 11 | 12 | 13 | 14 | 15 | 16 | 17 | 18 | 19 | 20 | 21 | 22 | 23 | 24 | 25 | 26 | 27 | 28 | 29 | 30 | 31 | 32 | 33 | 34 | 35 | 36 | 37 | 38 |
| --------- | -- | -- | -- | -- | -- | - | -- | -- | -- | -- | -- | -- | -- | -- | -- | -- | -- | -- | -- | -- | -- | -- | -- | -- | -- | -- | -- | -- | -- | -- | -- | -- | -- | -- | -- | -- | -- | -- |
| Luogo     | T  | C  | T  | C  | T  | C | T  | C  | C  | T  | C  | T  | C  | T  | C  | T  | C  | T  | C  | C  | T  | C  | T  | C  | T  | C  | T  | T  | C  | T  | C  | T  | C  | T  | C  | T  | C  | T  |
| Risultato | P  | V  | P  | V  | P  | V | P  | P  | N  | V  | V  | V  | N  | P  | P  | N  | N  | P  | V  | V  | N  | N  | N  | P  | P  | V  | N  | P  | V  | V  | N  | P  | P  | P  | V  | P  | V  | P  |
| Posizione | 18 | 13 | 17 | 11 | 15 | 9 | 14 | 16 | 17 | 13 | 12 | 10 | 11 | 12 | 13 | 13 | 13 | 14 | 13 | 12 | 11 | 11 | 9  | 12 | 15 | 12 | 11 | 13 | 13 | 12 | 11 | 12 | 13 | 13 | 12 | 14 | 14 | 16 |

Legenda:

Luogo: C = Casa; T = Trasferta. Risultato: V = Vittoria; N = Pareggio; P = Sconfitta.

### Statistiche dei giocatori
| Giocatore      | 2. Bundesliga | 2. Bundesliga | 2. Bundesliga | 2. Bundesliga | Coppa di Germania | Coppa di Germania | Coppa di Germania | Coppa di Germania | Totale   | Totale | Totale      | Totale     |
| Giocatore      | Presenze      | Reti          | Ammonizioni   | Espulsioni    | Presenze          | Reti              | Ammonizioni       | Espulsioni        | Presenze | Reti   | Ammonizioni | Espulsioni |
| -------------- | ------------- | ------------- | ------------- | ------------- | ----------------- | ----------------- | ----------------- | ----------------- | -------- | ------ | ----------- | ---------- |
| V. Abramczik   | 31            | 4             | 1             | 0             | 3                 | 2                 | 0                 | 0                 | 34       | 6      | 1           | 0          |
| D. Bast        | 32            | 0             | 9             | 0             | 3                 | 0                 | 0                 | 0                 | 35       | 0      | 9           | 0          |
| A. Biagioli    | 21            | 1             | 1             | 0             | 3                 | 0                 | 0                 | 0                 | 24       | 1      | 1           | 0          |
| S. Chmielewski | 17            | 1             | 1             | 0             | 0                 | 0                 | 0                 | 0                 | 17       | 1      | 1           | 0          |
| D. Dezelak     | 17            | 1             | 2             | 1             | 2                 | 1                 | 0                 | 0                 | 19       | 2      | 2           | 1          |
| V. Diergardt   | 38            | 0             | 1             | 0             | 4                 | 0                 | 0                 | 0                 | 42       | 0      | 1           | 0          |
| R. Geszlecht   | 17            | 0             | 5             | 0             | 0                 | 0                 | 0                 | 0                 | 17       | 0      | 5           | 0          |
| M. Griehsbach  | 31            | 4             | 4             | 0             | 4                 | 0                 | 0                 | 0                 | 35       | 4      | 4           | 0          |
| D. Helmig      | 26            | 9             | 5             | 1             | 2                 | 0                 | 0                 | 0                 | 28       | 9      | 5           | 1          |
| O. Koch        | 32            | 2             | 6             | 1             | 4                 | 0                 | 0                 | 0                 | 36       | 2      | 6           | 1          |
| M. Koniarek    | 13            | 1             | 0             | 0             | 1                 | 0                 | 0                 | 0                 | 14       | 1      | 0           | 0          |
| F. Kurth       | 0             | 0             | 0             | 0             | 0                 | 0                 | 0                 | 0                 | 0        | 0      | 0           | 0          |
| D. Laibach     | 35            | 5             | 6             | 0             | 4                 | 1                 | 1                 | 0                 | 39       | 6      | 7           | 0          |
| W. Landgraf    | 26            | 0             | 2             | 0             | 3                 | 0                 | 0                 | 0                 | 29       | 0      | 2           | 0          |
| M. Mäurer      | 7             | 0             | 0             | 0             | 2                 | 0                 | 0                 | 0                 | 9        | 0      | 0           | 0          |
| D. Pusch       | 20            | 1             | 2             | 0             | 3                 | 0                 | 2                 | 0                 | 23       | 1      | 4           | 0          |
| R. Regenbogen  | 31            | 9             | 5             | 0             | 2                 | 1                 | 0                 | 0                 | 33       | 10     | 5           | 0          |
| J. Röber       | 35            | 7             | 5             | 0             | 4                 | 1                 | 0                 | 0                 | 39       | 8      | 5           | 0          |
| F. Saborowski  | 17            | 0             | 5             | 0             | 1                 | 0                 | 1                 | 0                 | 18       | 0      | 6           | 0          |
| D. Schulz      | 0             | 0             | 0             | 0             | 0                 | 0                 | 0                 | 0                 | 0        | 0      | 0           | 0          |
| W. Schäfer     | 12            | 4             | 1             | 0             | 3                 | 0                 | 0                 | 0                 | 15       | 4      | 1           | 0          |
| P. Stichler    | 0             | 0             | 0             | 0             | 1                 | 0                 | 0                 | 0                 | 1        | 0      | 0           | 0          |
| U. Wegmann     | 30            | 5             | 5             | 0             | 3                 | 1                 | 1                 | 0                 | 33       | 6      | 6           | 0          |
| D. Wissel      | 1             | 0             | 0             | 0             | 0                 | 0                 | 0                 | 0                 | 1        | 0      | 0           | 0          |